# Claus de la creu

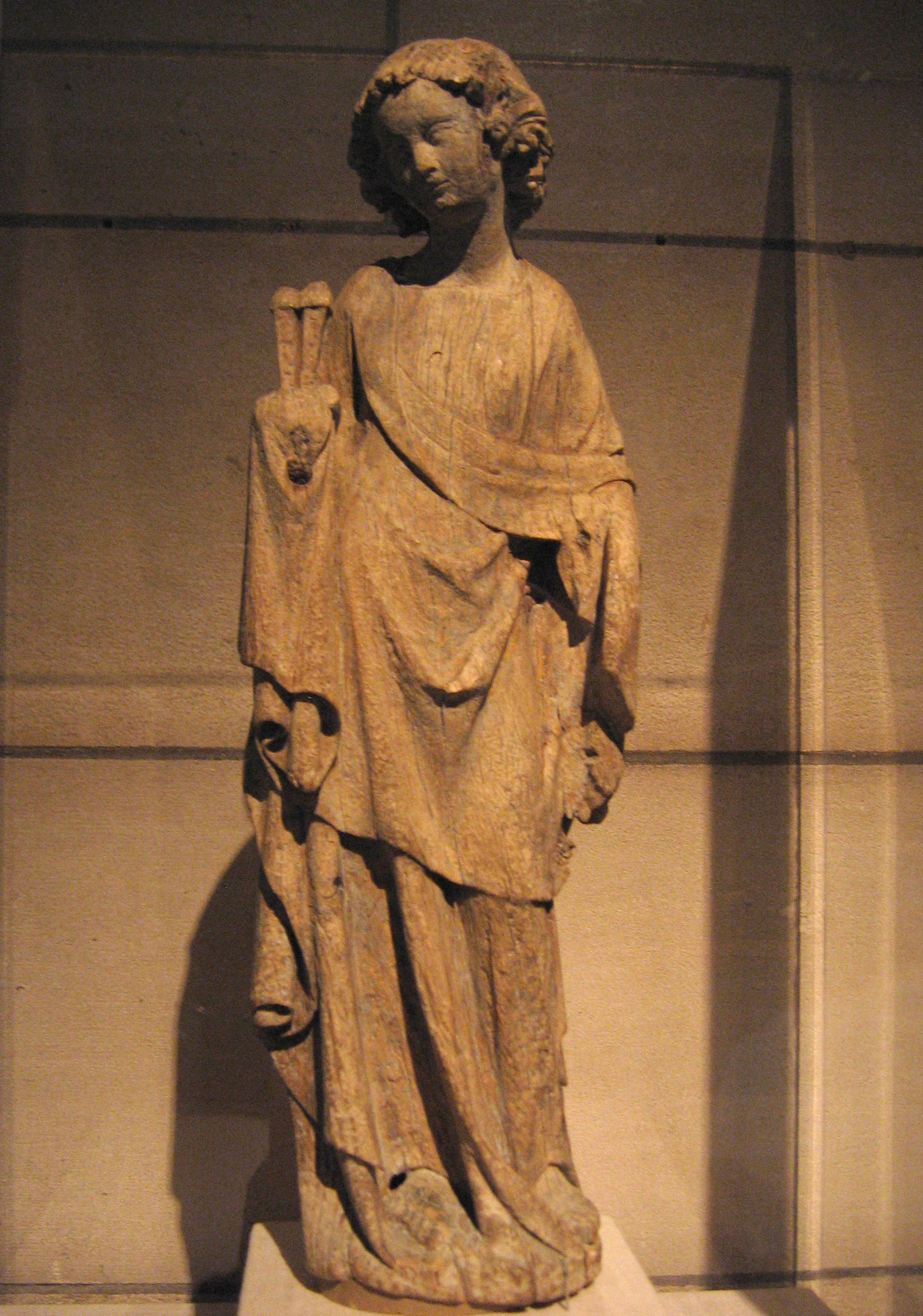
Àngel amb alguns dels claus de la creu

Els claus de la creu, anomenats també claus sagrats o Sacri Chiodi, són una relíquia que equival als claus amb què es va clavar el cos de Jesús a la Veracreu. Com a instruments de la seva Passió, formen part de les Arma Christi i com a tals són símbols del cristianisme.
Des de l'antiguitat existeix una forta polèmica sobre quants claus eren necessaris per a subjectar un cos adults, un extrem important per delimitar el nombre possible de relíquies autèntiques venerades en diferents capelles cristianes. El triclavianisme, la creença que només es van usar tres claus, va ser defensat pels valdesos i, per tant, va ser considerat sospitós d'heretgia. La majoria de representacions de la crucifixió empren quatre claus, un per a cada mà i un per a cada peu, mentre que representacions que defensen el triclavianisme dibuixen a Jesús amb els peus un damunt de l'altre fixats amb un sol clau llarg al pal vertical de la creu. Fins i tot s'ha discutit el fet que potser eren només dos claus, amb els peus sense subjecció, però aquesta postura no ha triomfat.
Els claus s'han representat en escultures, pintures i ornaments eclesiàstics. Apareixen a la Bíblia en diversos fragments com a profecia de la Passió, per exemple al psalm 22, i tenen un paper clau en l'aparició de Crist ressuscitat, quan Tomàs vol ficar la mà a les ferides fetes pels claus per creure en el miracle (Jn, 20:24), en un signe d'incredulitat que ha esdevingut una imatge de la fe, que accepta sense entendre o sense comprovar-ho físicament. En determinats corrents de pensament modern, la creu actua com a axis mundi, pont entre els dos mons, ja que és l'instrument per passar de la vida a la mort i després a la inversa per part de Jesús, que venç així pel seu caràcter diví la finitud humana. Els claus serien doncs ajudes per a aquest passatge espiritual.
Claus sencers o fragments són considerats relíquies autèntiques en diverses esglésies, malgrat el seu nom excedeix els que es van poder emprar en la creu. Com que la llegenda indica que fou Helena de Constantinoble la primera persona a custodiar els claus sagrats i portar-los a sobre, s'ha afirmat que aquests claus formen part de diverses joies reials, que els haurien heretat d'aquesta dama. Alguns dels llocs on es veneren els claus són: 
- Basílica de la Santa Creu de Jerusalem
- Corona fèrria de Llombardia
- Església del Colle di Val d'Elsa
- Catedral de Trèveris
- Catedral de Milà
- Església de Carpentràs